# Rhagonycha kanwonensis
Rhagonycha kanwonensis es una especie de coleóptero de la familia Cantharidae.

## Distribución geográfica
Habita en Corea.